# Mycoplasma gallinaceum
Mycoplasma gallinaceum è una specie di batterio appartenente alla famiglia delle Mycoplasmataceae.